# Pseudotracheliastes soldatovi
Pseudotracheliastes soldatovi is een eenoogkreeftjessoort uit de familie van de Lernaeopodidae. De wetenschappelijke naam van de soort is voor het eerst geldig gepubliceerd in 1933 door Markewitch.